# Opisthoxia salubaea
Opisthoxia salubaea là một loài bướm đêm trong họ Geometridae.